# Mirko Guerrini
Mirko Guerrini (Firenze, 28 aprile 1973) è un sassofonista, compositore e arrangiatore italiano di musica jazz.

## Biografia
Figlio d'arte, inizia lo studio del pianoforte presso il conservatorio di Firenze "Luigi Cherubini", per poi passare al sassofono, destreggiandosi tra studi classici e jazzistici con maestri quali Mauro Grossi prima e Dave Liebman poi. Inizia ben presto a collaborare con Stefano Bollani e parallelamente diventa anche musicista di Giorgio Gaber e Ivano Fossati. Fra le sue collaborazioni più note ci sono quelle con Billy Cobham, Mark Feldman, Brian Auger, John Taylor, John Etheridge, Paul McCandless, Caetano Veloso (nel tour del disco Carioca), Enrico Rava, Peter Erskine, Petra Magoni (in Musica Nuda), Riccardo Morpurgo, Massimo Altomare. Intanto si occupa anche di direzione d'orchestra, sia in Italia che all'estero. Tiene regolarmente dei seminari in centri internazionali, quali il Banff Centre for Performing Arts, in Canada, e la Monash University di Melbourne, Australia. Attualmente è direttore artistico del Teatro Ridotto Politeama di Prato e docente presso l'Istituto Musicale "Pietro Mascagni" di Livorno. È stato nominato Adjunct Fellow e Teaching Associate alla Sir Zelman Cowen Music School presso la Monash University di Melbourne, Australia.

### Premi e riconoscimenti
- Terzo classificato al concorso per jazz band emergenti "Summertime in Jazz", 1994.
- Unico italiano scelto come 1° Sax Tenore nella European Jazz Orchestra "Swinging Europe", 1998.
- Terzo premio al Concorso Internazionale di Composizione "2 agosto", 2000.
- Terzo premio al Concorso Internazionale di Composizione "2 agosto", 2005.
- Vincitore della graduatoria per l'insegnamento di Sassofono Jazz presso "Istituto Superiore di Studi Musicali" (Istituto parificato) P. Mascagni, 2011-2014.
- Adjunct Fellow alla Monash University di Melbourne, 2012.
- "Paul D. Fleck Fellowship" presso il Banff Centre for Performing Arts, Canada, 2013.
- "Teaching Associate" alla Monash University di Melbourne.

### Collaborazioni

#### La collaborazione con Bollani
La collaborazione stabile con Stefano Bollani continua con la formazione del quintetto "I Visionari" insieme con Nico Gori ai clarinetti, Cristiano Calcagnile alla batteria e al basso Ferruccio Spinetti prima e Stefano Senni poi. Il quintetto realizza un doppio album I Visionari (2006) e realizza anche quella che sarebbe dovuta essere la vera colonna sonora del film Caos calmo e che, invece, sarebbe confluita in un altro disco Omaggio alle Occasioni Perdute, uscito in allegato con la rivista "L'Espresso" nel 2008.
Co-conduce la fortunata trasmissione radiofonica "Il Dottor Djembè" per sette edizioni su Radio3, sempre insieme a Stefano Bollani e a David Riondino, dal 2006 al 2012. La trasmissione ha una fugace apparizione sul piccolo schermo nel giugno del 2010 su Rai3 e da essa nasce un libro con CD, Lo Zibaldone del Dottor Djembé. Sempre per Radio3, Mirko Guerrini realizza altri jingles.

#### La collaborazione con Cosottini
Dalla collaborazione con il trombettista filosofo Mirio Cosottini, nasce l'elaborazione di una nuova tecnica d'improvvisazione musicale, dal nome "Ritratti Sonori". Il pretesto è quello di ritrarre un soggetto, ma con la musica. Si tratta di fissare delle coordinate a seconda dei dati relativi alla fisiognomica e al segno zodiacale e associare a queste delle note tra le 12 possibili all'interno del circolo tonale. Si otterrà dunque una cellula melodica di 5 note, che sarà la linea portante su cui eseguire delle improvvisazioni. Anche questo progetto è approdato in una trasmissione radiofonica di Radio3, dal titolo, "Alza il Volume". Il successo dell'esperimento ha avuto eco anche sul sito on line de La Repubblica che ha commissionato loro il "Ritratto Sonoro" di Madonna nel giugno del 2012.

#### La collaborazione con Ottoni
Lavora anche con Massimo Ottoni, suonando in alternanza pianoforte e sassofono, per accompagnare i disegni in movimento, fatti con la sabbia, mentre si ripercorre la storia di Pinocchio.

#### Collaborazioni nel jazz
In ambito Jazz ha collaborato con nomi molto importanti del panorama mondiale quali: Caetano Veloso, Billy Cobham, Brian Auger, Hermeto Pascoal, Paul McCandless, Paul Grabowsky, Enrico Rava, Stefano Bollani, Mark Feldman, Richard Galliano, Ares Tavolazzi, Roberto Gatto, Stefano Battaglia, con Siena Jazz di Franco Caroni e tanti altri.

#### Collaborazioni varie
In ambito pop ha partecipato come musicista e arrangiatore all'ultima tournée e alle ultime due registrazioni discografiche di Giorgio Gaber.
Dal 2003 al 2009 ha suonato sassofoni, flauti etnici, tastiere e fisarmonica con Ivano Fossati, prendendo parte a 3 tournée e 3 CD.
Ha suonato con importanti nomi della scena pop italiana come: Laura Pausini, Angelo Branduardi, Fabio Concato, Fiorella Mannoia, Marco Parente, Bobo Rondelli, Gatti Mézzi e altri.

## Discografia

### Dischi da solista
- Tornando a casa
- Mirko Guerrini e i Diavoli del Ritmo - Philology
- Millennium Bug Orchestra "Oliver Nelson: A Tribute"
- Cirko Guerrini - Giotto Music
- Millennium Bugs' Orchestra e Marco Parente "L'attuale jungla" - Mescal
- Italian Lessons - Giotto Music, Umbria Jazz Records
- Bollani–Riondino–Guerrini “Lo Zibaldone del Dottor Djembè” – (Baldini Castoldi Dalai)
- Il Bianco e l'Augusto - Emarcy Universal
- Divagazioni su 319 Corde - (Libro di partiture con CD allegato) Carisch
- "Acquacheta" (Independent Press - Australia)

### Dischi come side-man
- Hermeto Pascoal "Monash Sessions" (Ahead Records)
- Stefano Bollani “On Air” – (Il Manifesto)
- Stefano Bollani “Omaggio alle Occasioni Perdute” (L'Espresso)
- Stefano Bollani “Carioca” (L'Espresso+ Emarcy-Universal)
- Stefano Bollani “I Visionari” – (Label Bleu)
- Stefano Bollani “Gente in cerca di nuvole-live” (I Suoni delle Dolomiti)
- Stefano Bollani “Abbassa la tua radio” – (Wolf 001)
- Stefano Bollani “Concertone” – (Label Bleu LBLC 6666)
- Petra Magoni – F. Spinetti “Musica nuda 2” – (Fandango Records)
- Ivano Fossati “Musica Moderna” – (EMI)
- Ivano Fossati “L'Arcangelo” – Sony – BMG
- Ivano Fossati “Tour Acustico – Dal vivo Vol. 3” – (Sony)
- Giorgio Gaber “Io non mi sento italiano” – (CGD)
- Giorgio Gaber “La mia generazione ha perso” – (CGD)
- Giorgio Gaber “Gaber 1999/2000” – (GIOM Cd-04)
- Giorgio Ferrera “Grand Tour” – (Atina Jazz)
- Jacopo Martini Quartet “Il viaggio di Renata” – (Sam records)
- European Jazz Orchestra “Swinging Europe 1” – (DaCapo 9449)
- European Jazz Orchestra “Swinging Europe 2” – (Da Capo 9450)
- S.Battaglia – Theatrum “Originaria” – (Symphonia SYO 02712)
- S.Battaglia – Theatrum “Gesti” – (Splasc(h) CDH 901-2)
- S.Battaglia – Theatrum “Mut(e)azioni” – (Splasc(h) CDH 902 – 2)
- S.Battaglia – Theatrum “Rito Stagionale” – (Splasc(h) CDH 903-2)
- Altomare-Bollani “La gnosi delle fanfole” – (C.P.I. 300498-2)
- Riccardo Tesi+Banditaliana “Lune”(Il Manifesto)
- Bobo Rondelli-Stefano Bollani “Disperati Intellettuali Ubriaconi” – (Venus)
- Laura Pausini “Tra te e il mare” – (CGD)
- Marco Parente “TrasParente” – (Mescal-Sony)
- Artisti Vari “Come fiori in mare – Luigi Tenco riletto” – (Lilium)
- Nuti – Galardini “Io amo Andrea” – colonna sonora – (Emy-Sony)
- Gabriele Mastroianni “Badly and Softly” – (CDGM-001)
- Lavori in Corso “Summertime in Jazz” – (Splasc(h) CDH 441-2)
- Quodlibet “Esperanto” – (SS3)
- Timet “Zarathustra – I parte” – (3 cd – Arti Elettroniche)
- Timet “Quadri di schermo vivo” – (Arti Elettroniche)
- Timet “Colazione con la pietra” – (Arti Elettroniche)
- Timet “Carne Capitata” – (I dischi Forma 07)
- Alessio Riccio “(In)Naturals Rhythms” – (Unhx 001)
- Alessio Riccio “Drawing – Opus2: Paul Klee” – (Unhx 005)
- M.Guerrini;M.Cosottini; “Le terribili onde della libertà” (La compagnia delle indie)
- EAOrchestra “Likeidos” (AMRN 028)

### DVD
- BOLLANI STEFANO, Sostiene Bollani, DVD BOX SET, Rai Trade
- BOLLANI STEFANO, (2009), Carioca Live, DVD, ed. Ermitage, Bologna, EAN: 8032979616526
- BOLLANI STEFANO, (2009), Portrait in Blue, DVD, ed. Harvey Film 4, EAN: 8012786000114
- FADDA MARCO (2009), Cajòn Power, ed. DG De Gregorio, Barcellona (Spagna), DGDVD02, EAN: 023230016034
- GABER GIORGIO (2009), Giorgio Gaber – Gli anni Novanta, Editori vari: Radiofandango-Fondazione Giorgio Gaber-Nunflower, Roma, EAN: 4029759023982